# Иловайский, Серафим Дмитриевич
Серафим Дмитриевич Иловайский (1904 — 8 февраля 1944) — советский актёр и художественный руководитель новосибирского театра «Красный факел» (1939—1944). Заслуженный артист РСФСР (1942).

## Биография
Родился в 1904 году в Козлове (современный Мичуринск).
В феврале 1919 года отправился служить в Красную Армию добровольцем, прекратив обучение в школе, но в 1921 году был демобилизован по причине болезни.
С 1922 по 1925 год служил финагентом в Наркомпрофе, с 1923 — в Мичуринском финотделе.
Театральная жизнь Иловайского началась ещё во время армейской службы в 1921 году, когда он исполнил роль Алёшки в полудилетантском спектакле по пьесе М. Горького «На дне». Его первым учителем стал Вл. Вл. Галл-Совальский, провинциальный актёр, игравший вместе с П. Н. Орленевым в спектаклях.
С 1925 года актёр начинает профессиональную карьеру, выступая на сценах Козлова, Борисоглебска, Моршанска, Балашова, Алатыря, Карачева, Бузулука. С 1928 по 1929 играет в театре Ельца, в летний сезон 1929 года — Выска, в 1929—1931 годах работает в Омске и Иркутске, а в 1932 году Иловайский стал актёром театра «Красный факел» (Новосибирск).
Умер 8 февоаля 1944 года в Новосибирске. Похоронен на Заельцовском кладбище.

## Некоторые роли в театре «Красный факел»
- «Вишнёвый сад» А. Чехова (1938) — Фирс;
- «Анна Каренина» Л. Толстого (1938) — Каренин;
- «Гамлет» В. Шекспира (1940) — Гамлет;
- «Кремлёвские куранты» Н. Погодина (1940) — Забелин;
- «Фельдмаршал Кутузов» В. Соловьёва (1941) — Багратион[1].